# Carlos Rey González
Carlos Rey González (Barcelona, 1943) és un advocat i professor universitari espanyol. Fou capità auditor del Cos Jurídic de l'Exèrcit de Terra i participà en el consell de guerra de 1974 contra l'anarquista català Salvador Puig Antich, en el qual va redactar la pena de mort a garrot vil. Actualment, exerceix d'advocat penalista i de professor en el departament de Dret de la Universitat Internacional de Catalunya (UIC).

## Trajectòria professional

### Cas Puig Antich
Fou capità auditor del Cos Jurídic de l'Exèrcit de Terra i participà en el consell de guerra (causa 106/73, instruïda pel Jutjat Militar Permanent número 3) del 8 de gener de 1974 contra l'anarquista català Salvador Puig Antich com a vocal ponent. Fou el redactor de la pena de mort a garrot vil, ja que era l'únic present amb coneixements jurídics.
El desembre de 2013, Merçona Puig Antich, una de les germanes de Salvador, interposà una querella davant de la justícia argentina, integrada dins d'una causa general contra els crims del franquisme. En aquest sentit, la jutgessa María Servini de Cubría el cità a declarar, sense èxit, juntament amb els ministres franquistes Rodolfo Martín Villa, José Utrera Molina (signant de la condemna de mort), Antonio Carro Martínez, Alfonso Osorio García, José María Sánchez-Ventura Pascual i Fernando Suárez González, l'exfiscal del Tribunal Suprem espanyol Antonio Troncoso de Castro i l'exjutge Jesús Cejas Mohedano.
L'any 2014, en declaracions al diari Ara, manifestà sorpresa per la imputació i no penediment per l'autoria de la sentència. En aquesta línia, afegí «No puc penedir-me d'una cosa que es va fer complint la llei vigent en aquell moment. Durant els 40 anys que he estat professor universitari sempre m'he manifestat en contra de la pena de mort, però llavors vaig fer el que havia de fer. De fet, el 1974, la pena de mort estava vigent a tot Europa». També recordà que el 1999 i el 2007 es demanà la nul·litat del consell de guerra contra Puig Antich i, Tribunal Suprem com el Tribunal Constitucional es posicionaren en contra.
El novembre de 2018, l'Ajuntament de Barcelona es querellà contra ell per un delicte de lesa humanitat pel seu paper en el consell de guerra. La querella també inclogué una sol·licitud al Tribunal Constitucional espanyol perquè anul·lés la Llei d'Amnistia espanyola de 1977 per ser incompatible amb la Constitució espanyola i els tractats internacionals. El Jutjat d'instrucció núm. 9 de Barcelona demanà un informe a la fiscalia per a decidir si admetre-la o no a tràmit. Després que el Jutjat d'instrucció de Barcelona determinés l'arxivament de la querella, la decisió fou recorreguda a una instància superior. El 14 d'agost de 2020, una interlocutòria de la secció 10 de l'Audiència Provincial de Barcelona ratificà la decisió prèvia i determinà que no es podia aplicar el delicte esgrimit, ni cap altre relacionat amb el cas, ja que quedaria prescrit. En concret, el tribunal exposà que la legislació vigent impedia condemnar per delictes no tipificats en el moment de la comissió «sense possibilitat d'excepció, encara que es tracti de normes de dret internacional consuetudinari». D'aquesta forma, deixà sense efectes l'argument que els crims contra la humanitat són imprescriptibles, tal com es ratificà a l'Assemblea General de Nacions Unides de desembre de 1946.

### Cas Método 3
Com a advocat penalista representà la política del Partit Popular Alicia Sánchez Camacho en el cas de les escoltes de Método 3.

### Altres
També defensà causes judicials com a representant de càrrecs directius de Ferrocarrils de la Generalitat de Catalunya (FGC), acusats de cobrar sobresous irregulars, així com de familiars de la psicòloga assassinada el 2004 Anna Permanyer.
Al llarg de la seva trajectòria ha publicat dos llibres en castellà sobre dret penal: La graduación de la pena de multa en el Código Penal español (1990) i La prescripción de la infracción penal en el Código de 1995 (1999).